# Namjeju

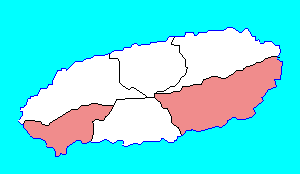
Namjejus dåvarande läge i Jeju-do

Namjeju (hangul 남제주군, hanja 南濟州郡) var en landskommun (gun) i den sydkoreanska provinsen Jeju. Totalt hade området ett invånarantal på 73 833 (2004) och en area på 615,25 km². Området ingår numera i staden Seogwipo.